# Tizio Sabino
Tizio Sabino (... – Roma, 28) è stato un militare romano.
Secondo Cassio Dione, che lo descrive brevemente nella Storia Romana, era, a suo tempo, una delle persone più influenti di Roma.

## Biografia

### Primi anni di vita e carriera
Nato a Roma da una famiglia di rango equestre, Tizio Sabino, intraprende sin dalla giovane età una fruttuosa carriera militare. Scalando i ranghi della società romana, Tizio Sabino entrò a far parte della corte dell'imperatore Tiberio, diventando un buon amico di Agrippina.

### Esecuzione
Nel 28, Tizio Sabino venne accusato di lesa maestà da Tiberio, che lo condannò a morte senza processo, facendolo trascinare per le vie di Roma con dei nodi stretti alla gola. Una volta morto, il suo corpo fu gettato nel Tevere, dove fu raggiunto dal suo cane, che si gettò in acqua per seguirlo. In realtà, la sua esecuzione era parte del progetto segreto del prefetto del pretorio Seiano, per eliminare tutti i conoscenti più influenti di Agrippina. Egli, per mettere in atto la condanna, inviò il suo schiavo Latino Laziare a fingere di essere un confidente di Sabino, per spingere quest'ultimo a criticare l'imperatore. Questo mentre altri tre complici di Seiano, Porcio Catone, Petilio Rufo e Marco Opsio, origliavano il tutto, così da diventare testimoni e poter denunciare a Tiberio l'offesa.